# Нью-Палц
Нью-Палц (англ. New Paltz) — селище (англ. village) в США, в окрузі Ольстер штату Нью-Йорк. Населення — 6818 осіб (2010).

## Географія
Нью-Палц розташований за координатами 41°45′0″ пн. ш. 74°4′47″ зх. д. / 41.75000° пн. ш. 74.07972° зх. д. (41.749942, -74.079738).  За даними Бюро перепису населення США в 2010 році селище мало площу 4,54 км², з яких 4,44 км² — суходіл та 0,10 км² — водойми.

## Демографія
Згідно з переписом 2010 року, у селищі мешкало 6818 осіб у 1808 домогосподарствах у складі 540 родин. Густота населення становила 1502 особи/км².  Було 1951 помешкання (430/км²).
Расовий склад населення:
| - 80,5 % — білих - 6,4 % — чорних або афроамериканців - 6,0 % — азіатів - 0,3 % — корінних американців - 3,8 % — осіб інших рас |

До двох чи більше рас належало 3,0 %. Частка іспаномовних становила 11,1 % від усіх жителів.
За віковим діапазоном населення розподілялося таким чином: 5,9 % — особи молодші 18 років, 87,0 % — особи у віці 18—64 років, 7,1 % — особи у віці 65 років та старші. Медіана віку мешканця становила 21,5 року. На 100 осіб жіночої статі у селищі припадало 71,5 чоловіків;  на 100 жінок у віці від 18 років та старших — 69,8 чоловіків також старших 18 років.
Середній дохід на одне домашнє господарство  становив 57 869 доларів США (медіана — 41 421), а середній дохід на одну сім'ю — 105 630 доларів (медіана — 91 125). Медіана доходів становила 40 929 доларів для чоловіків та 39 650 доларів для жінок. За межею бідності перебувало 31,5 % осіб, у тому числі 6,7 % дітей у віці до 18 років та 10,1 % осіб у віці 65 років та старших.
Цивільне працевлаштоване населення становило 2911 осіб. Основні галузі зайнятості: освіта, охорона здоров'я та соціальна допомога — 30,2 %, мистецтво, розваги та відпочинок — 23,4 %, роздрібна торгівля — 16,8 %.